# 楳図かずお恐怖劇場 ルルティア・トラックス
『楳図かずお恐怖劇場 ルルティア・トラックス』（うめずかずおきょうふげきじょう ルルティアトラックス）は、ルルティアのサウンドトラックアルバム、および映画『楳図かずお 恐怖劇場』作品シリーズのサウンドトラック。

## 解説
2005年6月22日に発売された。全作曲および作詞（#1,15）はルルティア。編曲は佐藤鷹。
漫画家である楳図かずおのデビュー50周年を記念して制作された映画『楳図かずお 恐怖劇場』のサウンドトラック。テーマソング「蝶ノ森」「コバルトの星」のシネマバージョンや、劇中で使用された楽曲を含む全15曲収録。ブックレットのデザインには「まだらの少女」のイラストを使用している。ルルティアにとって、過去映画音楽に自身の楽曲が使用されたことはあるが、自らが音楽監修を務めるのは初めてのこと。また、本作はルルティアにとって東芝EMIから発表した最後の作品となる。
CD-EXTRAとして、『楳図かずお 恐怖劇場』の予告編トレーラーが収録されている。

## 収録曲
1. 蝶ノ森 (O.P.テーマ -cinema track-)
  - 松竹系公開映画『楳図かずお 恐怖劇場』オープニングテーマ
2. ハレルヤ (プレゼント)
3. トロイメライ (まだらの少女)
4. 蝶ノ森 (まだらの少女)
5. 知恵の実 (ねがい)
6. パヴァーヌ (DEATH MAKE)
7. エレメンツ (絶食)
8. 満ちる森 (蟲たちの家)
9. 僕の宇宙 君の海 (DEATH MAKE)
10. 僕らの箱庭 (プレゼント)
11. neo (まだらの少女)
12. コバルトの星 (まだらの少女)
13. エレメンツ (ねがい)
14. サンクチュアリ (DEATH MAKE)
15. コバルトの星 (E.D.テーマ -cinema track-)
  - 松竹系公開映画『楳図かずお 恐怖劇場』エンディングテーマ

## CD-EXTRA
- 楳図かずお恐怖劇場 予告編